# Pétoncle chilien
Argopecten purpuratus
Espèce
Le pétoncle chilien (Argopecten purpuratus) est un bivalve de la famille des pectinidés habitant les côtes pacifiques de l'Amérique du Sud, du Pérou au Chili. Il s'agit d'une espèce exploitée dont les populations naturelles se sont effondrées du fait de la surexploitation dans le courant des années 1980. Elle est désormais cultivée.

## Description
Argopecten purpuratus est un mollusque de grande taille dont les dimensions sont comparables à celles de la coquille Saint-Jacques : la taille commerciale est de 9 cm, et les plus grands spécimens atteignent 16 cm.
La coquille est pratiquement circulaire, à peine plus large que haute. Comme chez les autres membres du genre Argopecten, et contrairement aux coquilles Saint-Jacques du genre Pecten, les deux valves sont bombées, quasi symétriques, la valve gauche étant légèrement plus convexe que la droite. Les oreilles sont presque égales. La coloration externe est très variable, mêlant le blanc, le jaune, le brun, l'orange et le pourpre ; le patron le plus classique associe des taches brunes et pourpres sur fond blanc. Ces schémas de coloration ont une base génétique.

## Répartition géographique
Les populations du pétoncle chilien occupent actuellement les eaux côtières de la façade pacifique de l'Amérique du Sud, entre 5° (région de Paita, dans l'extrême nord du Pérou) et 33° de latitude sud (littoral de Valparaíso, nord du Chili). Dans le passé, cette distribution s'est étendue plus au sud sur la côte chilienne, jusqu'à 37° S.
Dans cette enveloppe géographique, la répartition est discontinue et forme des métapopulations. D'importantes fluctuations numériques liées à des causes naturelles (ENSO) ou anthropiques (surexploitation) provoquent régulièrement la disparition ou la réapparition de certains gisements ; les épisodes majeurs d'El Niño (1983, 1998) sont favorables aux populations de pétoncles, alors que La Niña aurait généralement l'effet inverse.
Les principaux gisements de l'espèce se trouvent dans la baie Independencia (Pisco, Pérou) et dans les baies de Mejillones, de la Rinconada (Antofagasta, Chili), et de Tongoy (Coquimbo, Chili).

## Habitat
Les pétoncles chiliens vivent dans des eaux côtières, à des profondeurs variant le plus souvent entre 15 et 30 m. Ils peuvent parfois remonter jusqu'à la limite de la basse mer ou atteindre la profondeur de 40 m, voire au-delà.